# Trigonidium kupono
Trigonidium kupono är en insektsart som beskrevs av Otte, D. 1994. Trigonidium kupono ingår i släktet Trigonidium och familjen syrsor. Inga underarter finns listade i Catalogue of Life.